# Anne de Montafié

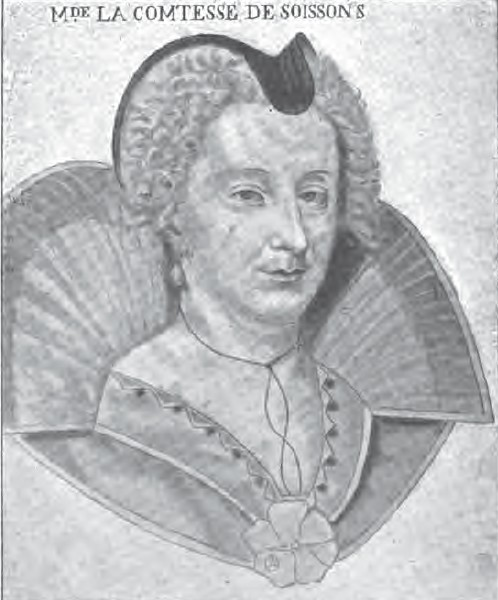
Anne de Montafié, Comtesse de Soissons, Anonym, 17. Jahrhundert, Bibliothèque nationale de France

Anne de Montafié (in Italien Anna di Montafia; * 1577, wohl am 22. Juli; † 17. Juni 1644 im Hôtel de Soissons, Paris) war eine in Frankreich lebende Adlige und Erbin aus dem Piemont, die vor allem wegen ihrer verwandtschaftlichen Beziehungen bemerkenswert ist, durch die sie zu den Vorfahren der Könige von Sardinen und Italien zählt.

## Leben
Anne de Montafié war die Tochter von Louis Comte souverain de Montafié (Montafia im Piemont) († 1577) und Jeanne de Coesme († 1601), Dame de Lucé et de Bonnétable. Jeanne de Coesme war die Tochter von Louis de Coesme, Seigneur de Lucé, und Anne de Pisseleu, einer Nichte der gleichnamigen Mätresse des Königs Franz I. Am 1. Januar 1582, heiratete ihre Mutter in zweiter Ehe François de Bourbon, Prince de Conti (1558–1614).
Anne de Montafié war als Erbin ihrer Eltern Comtesse de Montafié, Dame de Bonnétable et de Lucé, sowie 1615/16 Comtesse de Clermont-en-Beauvaisis, alles aus eigenem Recht. Sie hatte eine Schwester, Urbaine de Montafié, mit Louis de La Châtre, Baron de La Maisonfort, Marschall von Frankreich († 1630), verheiratet war.

## Ehe und Nachkommen
Anne de Montafié heiratete per Ehevertrag vom 12. November und persönlich am 27. Dezember 1601 Charles de Bourbon (* 3. November 1566 in Nogent-le-Rotrou; † 1. November 1512 auf Burg Blandy-les-Tours), Comte de Soissons et de Dreux, Seigneur de Chinon/Savoyen, de Noyers, de Baugé et de Blandy-en-Brie, Sohn von Louis de Bourbon, Prince de Condé, und Éléonore Françoise d’Orléans-Longueville. Anne brachte ihr Erbe, die Grafschaft Montafié im Piemont, sowie die Herrschaftsgebiete ihrer Mutter, Bonnétable und Lucé, in den Besitz der Bourbonen.
Anne de Montafié und Charles de Bourbon hatten fünf Kinder:
- Louise de Bourbon (* 7. Februar 1603 in Paris; † 9. September 1637 ebenda), bestattet im Karmelitenkloster Paris; ⚭ (Ehevertrag 5. März 1617) 30. April 1617 wohl in Paris Henri d’Orléans, Duc de Longueville et d’Estouteville, 1595/1603 souveräner Fürst von Neuenburg und Valangin, Comte de Dunois, de Tancarville et de Saint-Pol, Pair de France († 11. Mai 1663 in Rouen)
- Louis de Bourbon (* 11. Mai 1604 in Paris; † 6. Juli 1641 in der Schlacht von La Marfée), 1612 Comte de Soissons, de Clermont-en-Beauvaisis, de Dreux etc., Pair de France, Großmeister von Frankreich[3], Abt von Saint-Ouen zu Rouen, Gouverneur der Dauphiné, Gouverneur von Champagne und Brie
- Marie de Bourbon (* 3. Mai 1606 in Paris; † 3. Juni 1692 ebenda), 1610/25 geistlich in der Abtei Fontevraud, 1641 Comtesse de Soissons etc., Pair de France, 1688 Comtesse de Clermont-en-Beauvaisis; ⚭ per Ehevertrag vom 6. Januar und persönlich am 14. April 1625 Thomas Franz von Savoyen, 1621 Marquis, dann Prince de Carignan († 22. Januar 1656 in Turin), bestattet in der Kathedrale von Turin
- Charlotte de Bourbon (* 15. Juni 1608 in Paris; † November 1623 ebenda)
- Elisabeth de Bourbon (* Oktober 1610, wohl am 8. in Paris), bestattet am 10. Oktober 1611

Anne starb am 17. Juni 1644 im Hotel de Soissons in Paris, kurz vor ihrem 67. Geburtstag. Sie wurde wie ihr Mann und ihre unverheirateten Kinder in der Familiengruft der Soissons in der Kartause von Aubevoye beigesetzt.
Ihr einziger Sohn Louis war drei Jahre zuvor gefallen, ohne legitime Nachkommen zu haben. Die Grafschaft Soissons ging suo jure an ihre Tochter Marie, die Frau des Prince de Carignan. Das heutige Haus Savoyen ist eine direkte Nachkommenschaft von Anne.